# Ratusz w Brukseli
Ratusz w Brukseli (fr. Hôtel de Ville de Bruxelles, nl. Stadhuis van Brussel) – ratusz na Grand Place w Brukseli, późnogotycki, wzniesiony w latach 1402–1454 według projektu Jakuba z Thienen i Jana z Ruysbroek, zniszczony w 1695, odbudowany i rozbudowany (–1712); stanowi przykład szczytowych osiągnięć gotyku brabanckiego.

## Historia
Najstarszą częścią ratusza jest skrzydło wschodnie, które wraz z niewysoką dzwonnicą, stanowiącą dolną partię obecnej wieży, wzniesiono w latach 1402–1420. Budową zarządzał niderlandzki architekt Jacob van Thienen. Budową drugiego, krótszego skrzydła południowego, wybudowanego w ciągu pięciu lat od 1444, kierował Guillaume (Willem) de Voghel, który w 1452 także nadzorował powstanie reprezentacyjnej sali Magna Aula.
Strzelista, wysoka na 96 m wieża w typie charakterystycznym dla gotyku brabanckiego powstawała do 1454, według planów Jana van Ruysbroeka, nadwornego architekta Filipa Dobrego, księcia Burgundii. Jego syn, Karol Śmiały położył kamień węgielny pod oktogon w 1449. Pełna lekkości wieża – w dolnej części o przekroju kwadratowym, lecz zwężająca się do ośmioboku w górnych partiach – nacechowana jest silnymi akcentami wertykalnymi: czterema wieżyczkami wieńczącymi powstałe na planie kwadratu 5 dolnych kondygnacji oraz trzema górnymi ośmiobocznymi w rzucie zwieńczonymi strzelistym ażurowym hełmem, na którym postawiono 5-metrowej wysokości pozłacaną rzeźbę przedstawiającą Archanioła Michała, patrona Brukseli, zabijającego Szatana. Widoczne w elewacjach wieży różnice między lewą i prawą osią oraz inne niesymetryczności mają związek z legendą o budowniczym ratusza. Widząc ten „błąd” niezgodny z zamierzeniem, ambitny architekt miał rzucić się z wierzchołka wieży. W rzeczywistości asymetria ta była podyktowana wcześniejszymi błędami powstałymi podczas budowy oraz zmianami w koncepcji dekoracji elewacji zewnętrznych.
W 1695, podczas próby wyparcia z miasta sił Ligi Augsburskiej, wojska François de Neufville – księcia Villeroi zbombardowały Brukselę, a ratusz padł ofiarą pożaru, który strawił niemal w całości dawne wnętrza. Spłonęły dzieła sztuki – m.in. cykle obrazów Rogiera van der Weyden, które artysta namalował dla sali ławniczej; ogień spustoszył również zbiory archiwalne. Ocalały elewacje zewnętrzne wraz z wieżą i większością rzeźb.
Wkrótce po zniszczeniu ratusz zaczęto odbudowywać, ponadto wzniesiono dwa tylne skrzydła, przez co budynek otrzymał obecny czworokątny plan, z dziedzińcem wewnątrz. Pracami zarządzał do 1712 Corneille Van Nerven. Neogotyckie wnętrza powstały według koncepcji Victora Jamara w 1868 i nawiązują do dzieł jego przyjaciela - Viollet-le-Duca. Sale otrzymały nowe obrazy, rzeźby i tapiserie o tematyce związanej z dziejami miasta, krainy i państwa belgijskiego.

## Architektura
Elewacje ratusza odznaczają się gotycką lekkością i reprezentacyjnym charakterem. Budynek składa się z trzech kondygnacji, z których każda jest inaczej opracowana. Dolną kondygnację tworzą dwa rzędy ostrołukowych arkad z wewnętrznymi podcieniami. Środkową i górną stanowią rzędy prostokątnych okien obramionych ostrołukowymi arkadami o profilowanych ościeżach, z wyjątkiem drugiej kondygnacji lewej osi, gdzie powyżej okien znajduje się galeria gęsto ustawionych pełnoplastycznych figur, z których każda z nich stoi na własnej konsoli pod ostrosłupowym baldachimem. Kolejne rzędy rzeźb znajdują się na elewacjach dolnej kondygnacji wieży. Figury zdobią także pozostałe partie, rozmieszczone są przy drobnych ściankach pionowo oddzielających poszczególne osie. Przedstawiają wizerunki władców i świętych. W portalu głównym, w tympanonie, znajduje się pośrodku postać świętego Michała. Naroża najstarszej części ratusza zaakcentowane są mniejszymi wielobocznymi wieżyczkami. Dzieło to, reprezentujące silną pozycję mieszczaństwa, którą miała podkreślać najwyższa wówczas wieża w mieście, stanowi w kształcie architektonicznym recepcję sztuki sakralnej, głównie rzeźby i złotnictwa. Na terenie całej Europy powstały w XV w. liczne relikwiarze i sakramentaria w kształcie wieży, o ażurowej strukturze i przedstawieniach figuralnych tworzących często skomplikowany program ikonograficzny.
Ratusz brukselski w dobie historyzmu był dziełem wzorowym dla architektów reprezentujących neogotyk. Austriacki architekt Friedrich von Schmidt czerpał inspiracje z Brukseli przy budowie położonego przy Ringu ratusza w Wiedniu. Georg von Hauberrisser z Monachium budując Nowy Ratusz posłużył się również brabanckim wzorem.